# Marković (priimek)
Marković je 136. najbolj pogost priimek v Sloveniji, ki ga je po podatkih Statističnega urada Republike Slovenije na dan 31. decembra 2007 uporabljalo 1.122 oseb, na dan 1. januarja 2010 pa 1.165 oseb.    

## Znani nosilci priimka v Sloveniji
- Irena Marković, zgodovinarka (napisala prvo znanstveno knjigo o indijanskih plemenih, za katere je skrbel F. I. Baraga)
- Ivan Marković (*1961), umetnostni zgodovinar, prevajalec, bibliotekar v Kopru; idejni oče zbrike Memoriae Pariae
- Maja Vetrih (r. Marković) (1923—2020), umetnostna zgodovinarka, galeristka (hrv.-slov.)
- Milan Marković Matthis (zdaj Milan Ramšak Marković) (*1978), srbsko-slov. dramaturg in scenarist
- Miodrag Marković (1905—?), nogometni sodnik in trener
- Nina Ramšak Marković (*1994), režiserka
- Todor Marković (*1997), kontrabasist
- Zoran Marković (*195#), kontrabasist in pedagog (red. prof. AG)
- Zvezdan Marković, vojaški zgodovinar

## Priimek Marković je pogost pri več nekdanjih jugoslovanskih narodih
- Adalbert Marković (1929—2010), hrvaški skladatelj, dirigent in glasbeni pedagog
- Aleksandar Cincar-Marković (1889—1947), srbski (jugoslovanski) diplomat in zunanji minister
- Andrija Marković (15.stoletje), hrvaški/dalmatinski kamnosek
- Ante Marković (1924—2011), hrvaški gospodarstvenik in politik, zadnji jugoslovanski (zvezni) premier
- Bora Marković (1907—1941), srbski politični delavec in narodni heroj
- Blažo Marković, general JLA
- Božidar Marković (1874—1946), srbski pravnik, univerzitetni profesor in politik
- Brana Marković (1913—1944), narodni heroj
- Branimir Marković (1917—1973), hrvaški fizik, seizmolog, optik in inovator
- Branislav Marković (1921—?), srbski odbojkar, trener in športni delavec
- Branko Marković (1917—1993), srbski baletni plesalec in koreograf
- Danica Marković (1879—1932), srbska pesnica in pisateljica
- Darko Marković (1940—2016), makedonski risar-karikaturist, satirik, filmski režiser, scenarist, scenograf, animator in stripovski avtor
- Dejan Marković (*1935), srbski violinski pedagog
- Dimitrije Marković (1838—1879), vojvodinsko-srbski igralec
- Dimitrije Cincar-Marković (1849—1903), srbski general in politik
- Dragan Marković (1927—1996), srbski novinar, scenarist, urednik in politik
- Dragan Marković (*1929), srbski zunanjepolitični novinar in publicist
- Drago Marković (1901—1943), hrvaški narodni heroj
- Dragoljub Marković (1903—1965), srbski matematik in univ. profesor
- Dragoslav-Draža Marković (1920—2005), srbski politik (brat Mome Markovića)
- Đorđe Marković - Koder (1806—1891), ogrsko-srbski pesnik in boem
- Franjo Marković (1845—1914), hrvaški filozof, estetik, literarni kritik, prevajalec, univerzitetni profesor, akademik, politik in planinec
- Georgije Marković (sredina 19.stol.), hrvaški slikar (pravoslavni paroh)
- Goran Marković (*1946), srbski filmski režiser in scenarist; profesor na beograjski filmski akademiji
- Henriette Théodora Marković (psevd. Dora Maar) (1907—1997), francoska fotografinja hrv. porekla (hči arhitekta Josipa Markovića)
- Ivan Marković (1839—1910), hrvaški frančiškan, teolog in cerkveni zgodovinar
- Ivan Marković - Irac (1909—1942), bosenski narodni heroj
- Jelisaveta Marković (1876—1966), srbska prevajalka
- Jevrem Marković (?—1878), srbski oficir in politik
- Joakim Marković (?—ok.1757), ogrsko-srbski slikar
- Lazar Marković (1882—1955), srbski pravnik, univ. profesor in politik
- Lazar Marković Čađa (1925—2004), vojvodinsko-srbski narodni heroj, polkovnik JLA
- Ljerka Marković-Gospodarić (*1938), hrvaška (geo-) botaničarka
- Ljubislav Marković (1922—?), srbski politolog in politik
- Luka Marković (1938—2017), hrvaški (politični) ekonomist in univ. profesor
- Marko Marković (1896—1961), bosensko-srbski pisatelj, gledališčnik in kulturni zgodovinar
- Marko Marković (*1932), srbski? košarkar
- Mata Marković (1874—1941), srbski športni strelec
- Matija Marković ("Štefan Zagrebec") (1669–1742), hrvaški kajkavski pisec in kapucinski pridigar
- Mihailo Marković, srbski vojaški zdravnik
- Mihailo Marković (1923—2010), srbski filozof, univ. profesor, akademik in politik
- Mihajlo Marković (1869—1946), srbski in hrvaški igralec
- Milan Marković (1895—1976), srbski literarni kompartivist, univ. profesor (od 1942 v Franciji)
- Milan Marković - Lika (1906—1942), narodni heroj
- Milivoj Marković (*1939), hrvaški klarinetist in saksofonist
- Milivoje Marković (1930—1996), srbski literarni kritik, esejist, pesnik ...
- Milivoje - Mića Marković (1939—2017) srbski klarinetist, saksofonist, skladatelj, aranžer, urednik in publicist
- Milka Marković (1869—1930), srbska igralka
- Milorad Marković (1922—?), srbski filmski snemalec (prej vojaški pilot)
- Miloš Marković (1901—1933), srbski politični delavec, revolucionar
- Miloš Marković (*1947), črnogorsko-srbski vaterpolist
- Milunka Marković Lazarević (*1932), srbska (jugoslovanska) šahovska velemojstrica
- Mirjana (Mira) Marković (1942-2019), srbska sociologinja, univ. profesorica in političarka (nezakonska hči Mome Markovića in žena Slobodana Miloševića)
- Mirko Marković (1929—2009), hrvaški geograf, zgodovinar kartografije in etnolog
- Miroslav Marković (1910—?), srbski gradbenik in univ. profesor
- Miroslav Marković (*1970), srbski šahovski velemojster
- Miša Marković (1845—1901), srbski inženir in načrtovalec železnic
- Moma Marković (1912—1992), srbski politik, urednik in narodni heroj
- Nemanja Marković (1915—?), srbski politični in športni delavec - strelec
- Nikola "Koča" Marković (1795—1836) srbski politik (1. predsednik vlade Kneževine Srbije)
- Nikola Marković (Raspopović) (1843—1889), srbski slikar
- Nikola Marković (1851—1921), srbski časnikar in politik, radikalni prvak
- Nikola Marković (*1945), hrvaški geodet
- Olivera Marković (1925—2011), srbska gledališka in filmska igralka
- Pavao Marković (1903—1941), hrvaški muzikolog in antifašist
- Pavle (Paja) Marković - Adamov (1855—1907), vojvodinsko-srbski pisatelj
- Petar (Pejo) Marković (1920—1941), bosanski narodni heroj
- Rade (Radomir) Marković (1921—2010), srbski gledališki in filmski igralec
- Radivoje Marković (1909—1979), srbski novinar, publicist in športni delavec
- Sima Marković (?—1817), vojvoda v prvi srbski vstaji
- Sima Marković (1888—1939), srbski matematik, publicist in politik
- Slobodan Marković - Libero (1928—1990), srbski novinar, publicist, pesnik, pisatelj in slikar
- Slobodan Ž. Marković (1928—2015), srbski slavist, literarni zgodovinar in teoretik, univ. profesor
- Srđan Marković (1920—2009), hrvaški ekonomist in turistični strokovnjak
- Staniša Marković "Mlatišuma" (ok.1664—1741), hajduški kapetan
- Stevan Marković (1860—1945), srbski fizik in elektrotehnik, univerzitetni profesor
- Stoja Marković (1896—1947), črnogorska partijska delavka
- Stojan Marković (1833—1903), srbski pravnik, univ. profesor in politik
- Svetozar Marković
  - Svetozar Marković (1846—1875), srbski publicist, novinar, politični aktivist, literarni kritik, socialist, materialistični in socialistični filozof, revolucionar
  - Svetozar Marković (1860—1916), srbski zdravnik, ginekolog
  - Svetozar Marković Toza (1913—1943), vojvodinsko-srbski politični delavec in narodni heroj Jugoslavije
  - Svetozar Marković (1912—?), vojvodinsko-srbsko-bosanski jezikoslovec, univ. profesor v Sarajevu
  - Svetozar Markovič (*2000), srbski nogometaš
- Vasilije Marković (1882—1920), srbski zgodovinar
- Vilim Marković (1902—1992), hrvaški dirigent in skladatelj
- Vito Marković (*1935/36), bosansko-srbski pesnik in esejist
- Vjera Marković - Köllner (1931—2015), hrvaška balerina, koreografka in pedagoginja
- Vladimir Marković (1917—?), srbski violinist
- Vladimir Marković (*1939), hrvaški umetnostni zgodovinar, univ. profesor in akademik
- Vladimir Marković (*1973), srbsko-ameriški matematik, univ. profesor
- Vladislav Marković (*1930), hrvaški violinist
- Vojislav Marković (1940—2005), srbski namiznoteniški igralec in trener
- Vukašin Marković (1874—1943), črnogorski revolucionar, zdravnik in veterinar
- Zarije Marković (1886—1949), srbski? arhitekt in nogometni funkcionar
- Zdenka Marković (1884—1974), hrvaška pisateljica in prevajalka
- Zorko Marković (*1951), hrvaški arheolog (dokt. v Lj)
- Zvonimir Marković (1925—1983), hrvaški violončelist in skladatelj (tudi zabavne glasbe)
- Željko Marković (1889—1974), hrvaški matematik, astronom, zgodovinar znanosti, univ. profesor in akademik
- Živan (Žića) Marković  (1919—1942), srbski narodni heroj